# NGC 6178
NGC 6178 ist ein offener Sternhaufen im Sternbild Skorpion. Er hat eine Helligkeit von 7,2 mag und eine Winkelausdehnung von 5×5 Bogenminuten.
Das Objekt wurde am 27. Juli 1834 von John Herschel entdeckt.